# DeAndre Yedlin
DeAndre Roselle Yedlin (Seattle, Washington, 1993. július 9. –) amerikai válogatott labdarúgó, az Cincinnati hátvédje. Lett állampolgársággal is rendelkezik.

## Pályafutása
2014. augusztus 13-án vásárolta meg a Tottenham Hotspur a Seattle Sounders FC-től, de csak 2015 januárjában csatlakozott új klubjához. Az U21-es keret tagja lett, illetve elkezdett edzeni az első számú csapattal is. Április 11-én debütált az Aston Villa ellen csereként. A 2015-ös évet szeptemberben már a Sunderland keretében kezdte kölcsönjátékosként, októbertől a csapat kezdő 11-ének tagja. 2016-tól az angol bajnokság másodosztályában játszó Newcastle-höz került, ahol hamarosan gólt is szerzett a Derby County ellen. Mivel a csapat első helyen végzett a Championshipben, a 2017–2018-as szezont már az első osztályban kezdte. 
Az amerikai labdarúgó-válogatott tagja 2014 óta, kétszer választották be az MLS All-Stars csapatába és 2014-ben elnyerte az év ifjú amerikai focistája (U.S. Soccer Young Athlete of the Year) díjat is.

## Statisztika

### A válogatottban
| Válogatott       | Év       | Pályára lépés | Gól |
| ---------------- | -------- | ------------- | --- |
| Egyesült Államok | 2014     | 10            | 0   |
| Egyesült Államok | 2015     | 19            | 0   |
| Egyesült Államok | 2016     | 14            | 0   |
| Egyesült Államok | 2017     | 6             | 0   |
| Egyesült Államok | 2018     | 8             | 0   |
| Egyesült Államok | 2019     | 5             | 0   |
| Egyesült Államok | 2021     | 9             | 0   |
| Egyesült Államok | 2022     | 6             | 0   |
| Egyesült Államok | 2023     | 4             | 0   |
| Összesen         | Összesen | 81            | 0   |

## Sikerei, díjai
Inter Miami
- Leagues Cup
  - Győztes (1): 2023